# Incidente dell'Agusta Bell
L'incidente dell'Agusta Bell è stato un incidente aereo avvenuto ad Altamura il 12 maggio 1971.

## Storia
Il 12 maggio 1971, un elicottero di stanza all'aeroporto di Palese Macchie e partito la mattina dallo stesso aeroporto per un normale volo di addestramento precipita poco dopo il decollo da un campo sportivo. Alcuni testimoni hanno affermato che l'elicottero, appena alzatosi in volo, stentava a prendere quota e sarebbe precipitato colpendo un noto palazzo di via Matera, nei pressi dell'autostello dell'ACI; le eliche, inoltre, tagliarono i cavi di alta tensione e una delle eliche, spezzatasi, colpì Giuseppe Serino, un bambino di sei anni che camminava sul marciapiede di via Matera e che era nei pressi del portone della sua abitazione; secondo le fonti, il bambino ritornava dalla casa di un suo coetaneo, dove si era recato per chiedere informazioni su alcune lezioni, dal momento che si preparava privatamente per l'esame di ammissione alla seconda elementare. L'elicottero cadde all'incrocio tra via Matera e via Indipendenza, mentre il bambino morì poco dopo in seguito alla frattura della base cranica.

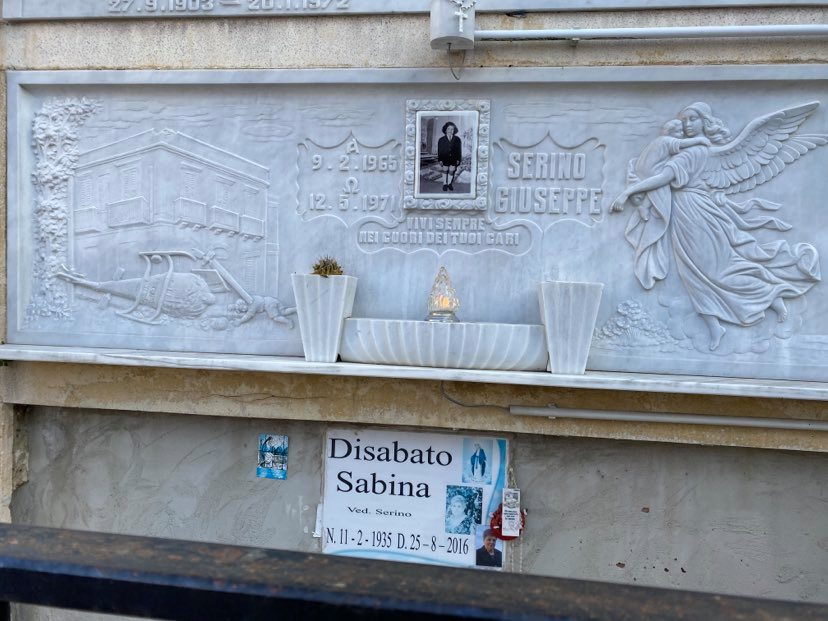
Il luogo di sepoltura di Giuseppe Serino con una rappresentazione dell'incidente, all'interno del Cimitero di Altamura

A bordo dell'elicottero vi erano il tecnico civile Felice Mangiatordi (46 anni) di Terlizzi, il capitano pilota Vito Miolla (33 anni) e il maresciallo Michele Muschitiello (55 anni), i quali furono prontamente soccorsi e trasportati all'Ospedale "Umberto I" di Altamura (situato su viale Regina Margherita e oggi parzialmente sostituito dall'Ospedale della Murga "Fabio Perinei"). Felice Mangiatordi morì in ospedale, mentre gli altri furono ricoverati in condizioni non preoccupanti.

## Vittime
| Nazionalità | Vittime |
| ----------- | ------- |
| Italia      | 2       |
| Totale      | 2       |

Morirono nell'incidente:
- Giuseppe Serino (6, Altamura), italiano;
- Felice Mangiatordi (46, Terlizzi), italiano;